# Mniaceae
Mniaceae породица је Bryopsida у реду Bryales. Састоји се од осамдесетак врста у 9 родова.

## Родови
1. Genus Cinclidium
2. Genus Cyrtomnium
3. Genus Leucolepis
4. Genus Mnium
5. Genus Orthomnion
6. Genus Plagiomnium
7. Genus Pseudobryum
8. Genus Rhizomnium
9. Genus Trachycystis